# Колобков Сергій Павлович
Сергі́й Па́влович Колобко́в (15 січня 1947, Харків) — український композитор, педагог.

## Біографічні дані
Закінчив Харківський інститут мистецтв (1970 — клас фортепіано О. Горовиця, 1973 — клас композиції Дмитра Клебанова).
Від 1970 — викладач Харківського інституту мистецтв.
Кандидат мистецтвознавства (1994).

## Твори
- Для симфонічного оркестру:
  - поема (1968),
  - симфонія (1972).
- Камерно-інструментальні твори:
  - два інтермеццо (1973),
  - 5 струнних квартетів (перший — 1975),
  - два фортепіанних концерти (1989, 1996),
  - тріо, твори для фортепіано, альта, віолончелі, романси.